# Giacomo Dicara
Giacomo Dicara (Spoltore, 27 aprile 1970) è un allenatore di calcio ed ex calciatore italiano, di ruolo difensore centrale.

## Caratteristiche tecniche

### Giocatore
Giocava come difensore centrale.

## Carriera

### Giocatore
Esordì in Serie B a 16 anni col Pescara e l'anno successivo in massima serie. Con la squadra della sua città è rimasto fino al 1994, giocando 4 campionati di serie B e 3 di serie A, totalizzando 165 e 6 gol in campionato, tranne una breve parentesi al Bari nel 1991 (solo 8 presenze con un gol).

Dicara (in primo piano) in azione al Perugia nel 1994

Passato al Perugia, vi gioca per tre stagioni (2 in Serie B e una in Serie A) disputando 91 partite con 5 gol. Passato nell'estate del 1997 al L.R. Vicenza, vi è rimasto per 4 stagioni (107 partite e 6 gol) arrivando a disputare con la maglia biancorossa le semifinali della Coppa delle Coppe 1997-1998 contro il Chelsea.
Viene acquistato dalla Ternana nell'estate del 2001, dove subisce un infortunio che non gli permette di giocare con continuità.
Con il compagno di squadra (sia al L.R. Vicenza che alla Ternana) Marco Schenardi, Dicara passa all'Ancona nella stagione 2002-2003, alla corte del mister Luigi Simoni, ottenendo una promozione in Serie A.
Conclude la carriera da dove aveva iniziato, nella squadra della sua città, il Pescara. Conta 208 presente in campionato in maglia biancoazzurra.
Ha fatto parte della nazionale Under-21 con la quale vanta 8 presenze e 1 gol.

### Allenatore
Ha poi fatto parte dello staff tecnico di Benevento, Lanciano e Perugia. È il vice di Andrea Camplone al Bari dal 31 dicembre 2015. Segue poi Camplone che subentra a Massimo Drago, e ricopre lo stesso ruolo al Cesena; viene sollevato dall'incarico il 30 settembre 2017 in seguito all'esonero del tecnico.

## Palmarès

### Giocatore

#### Club

##### Competizioni nazionali
- Campionato italiano di Serie B: 2

Pescara: 1986-1987
Vicenza: 1999-2000